# Geschichte der Stadt Salzburg
Die Geschichte der Stadt Salzburg beginnt bereits in der Jungsteinzeit mit der ersten Besiedelung des heutigen Stadtgebietes um die Salzach.
Die Stadt Salzburg besitzt eine besonders lange kulturelle Tradition. Mit der ausdrücklichen Nennung eines erzbischöflichen Stadtrichters (urkundlich zuerst 1120/1130) ist Salzburg die älteste Stadt im Gebiet des heutigen Österreich. Hier finden sich etwa der älteste Straßentunnel des heutigen Österreichs, das Sigmundstor und der älteste Wasserstollen Mitteleuropas, der Stiftsarmstollen des Almkanals. Auch die weltweit älteste erhaltene Standseilbahn, der Reißzug auf die Festung Hohensalzburg und die älteste erhaltene herrschaftliche Allee Europas, die Hellbrunner Allee befinden sich im Stadtgebiet. Das Stift Nonnberg ist das älteste ununterbrochen bestehende Frauenkloster Europas, das Stift St. Peter ist das älteste noch bestehende Kloster im deutschen Sprachraum.

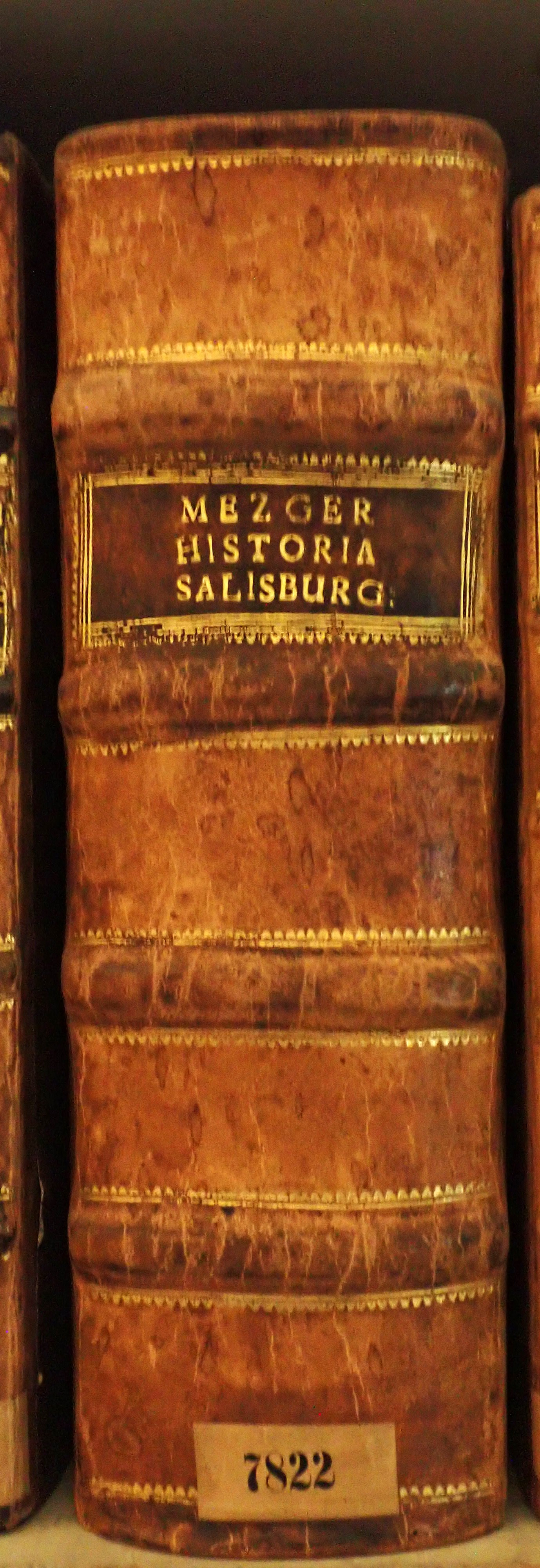
Buchrücken: Salzburger Geschichte von Mezger

## Frühgeschichte
Seit der Jungsteinzeit ist das Gebiet der Stadt Salzburg um den heutigen Rainberg, Festungsberg, Kapuzinerberg, Hellbrunnerberg besiedelt. Kleine Siedlungskerne bestanden auch an der Kleßheimer Allee sowie in Liefering-Rott. In keltischer Zeit kamen außerdem Siedlungen am Bürglstein, in Parsch, Gnigl und Maxglan dazu. Diese Siedlungen bildeten zuletzt ein bedeutendes Verwaltungszentrum der keltischen Alaunen.

## Römische Antike
Die Bevölkerung auf den Stadtbergen wurde nach dem römischen Einmarsch 15 v. Chr. in den Raum der Altstadt übersiedelt, die unter dem Namen Iuvavum neu angelegt wurde. Der Name Iuvavum leitet sich nicht von einer römischen Gottheit her, sondern dürfte keltischen Ursprungs sein (Iuvavo). Die Stadt entwickelte sich vor allem am linken Salzachufer, wo die Salzach und der Mönchsberg einen natürlichen Schutz boten, nur nach Süden hin war eine starke Befestigung nötig. Um 45 n. Chr. erhielt die Stadt durch Kaiser Claudius das Munizipalrecht und hieß dann Municipium Claudium Iuvavum. Salzburg war eine der wichtigsten Städte der neuen römischen Provinz Noricum und in spätrömischer Zeit von „Ufernoricum“ auf dem Weg nach Germanien.
171 zerstörten Markomannen und Quaden die Stadt weitgehend, die dann unter Septimius Severus (193–211) großteils wieder aufgebaut wurde. 241 verwüsteten Alamannen die Stadt erneut. Unter Diokletian und unter Konstantin dem Großen (306–337) erlebte Iuvavum eine letzte Blüte. 488 verließ mit der Aufgabe der Provinz Noricum ein großer Teil der romano-keltischen Bevölkerung auf Befehl Odoakers die Stadt Salzburg. In der Folge zog sich der Rest der Bewohner auf den Nonnberg und den Festungsberg, vielleicht auch auf Rainberg und Kapuzinerberg zurück.

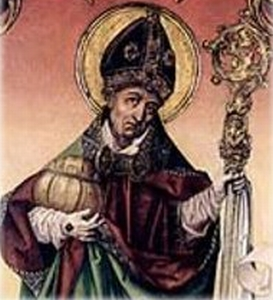
Der heilige Rupert, meist dargestellt mit einem Salzfass

## Salzburg als bajuvarische und bayerische Stadt
(Zur historisch neuen Namensgebung Salzburg siehe den entsprechenden Abschnitt im Artikel Salzburg.)

### Frühmittelalter
Aus dem 5. Jahrhundert nach Christus ist ein Kloster bezeugt, das vermutlich die Zeit der Völkerwanderung überdauerte. Bischof Rupert erhielt 696 die Reste der alten Römerstadt von Herzog Theodo II. von Bayern geschenkt, um das Land im Osten und Südosten zu missionieren. Er begründete bzw. erneuerte das Kloster St. Peter und gründete das Benediktinen-Frauenstift Nonnberg. Der Name Salzburg ist 755 erstmals nachweisbar. 739 wurden Salzburg Bischofssitz, 774 der erste Salzburger Dom fertig gestellt. Am 20. April 798 wurde Salzburg von Papst Leo III. auf Bitten des Frankenkönigs Karl des Großen zum Erzbistum erhoben. Als Kirchenprovinz umfasste es fast das gesamte altbairische Stammesgebiet. Hierzu gehörten damals Niederbayern, Oberbayern, Oberpfalz, sowie ein Großteil des heutigen Österreich.

### Hochmittelalter
Der Erzbischof und damit auch Stadt und Land Salzburg standen während des Investiturstreites zwischen Kaiser und Papst im 11. und 12. Jahrhundert großteils auf Seiten des Papstes. Der damals noch vom Kaiser ernannte Erzbischof war aber dem Papst und dem Kaiser verpflichtet. Auch Erzbischof Gebhard bekannte sich trotz seines früheren Amtes als Reichskanzler zum Papst Gregor VII. und in der Folge zu Gegenkönig Rudolf von Schwaben. Er wurde daher von Heinrich IV. wegen Untreue vertrieben.
Friedrich Barbarossa verhängte 1166 die Reichsacht über Salzburg, da Erzbischof Konrad II. von Babenberg die Herrschaft Salzburgs ohne die kaiserliche Belehnung antrat und zudem Papst Alexander III. und nicht den kaiserlichen Gegenpapst unterstützte. Im Jahr 1168 brannten die kaisertreuen Grafen von Plain im Auftrag des Kaisers die Stadt zur Strafe nieder. Dabei wurden auch der Dom und sechs Kirchen zerstört. Konrad III. von Wittelsbach und sein Nachfolger bauten nach 1181 den Dom neu auf (Konradinischer Dom). Dieser neue Dom besaß fünf Türme, war größer als der heutige Dom und zählte zu den größten und bedeutendsten Kirchen nördlich der Alpen.
Erzbischof Eberhard II., gelang es mit Klugheit und Diplomatie zwischen 1200 und 1246, aus Grafschaften, Gerichten und Vogteien innerhalb Bayerns ein geschlossenes erzbischöfliches Herrschaftsgebiet aufzubauen. Stadt und Land Salzburg erlebten damals eine drei Jahrhunderte lang nicht mehr erreichte wirtschaftliche und kulturelle Blütezeit. Zu dieser Zeit wurde eine neue Stadtbrücke erbaut (möglicherweise die erste Stadtbrücke), erste Brauereien siedelten sich in der Stadt an, die Franziskanerkirche wurde neu erbaut und der Chiemseehof als Residenz der Bischöfe von Chiemsee errichtet. 1275 wurde Salzburgs westliche Grenze (Rupertigau) zum Chiemgau durch den Landshuter Herzog Heinrich bestätigt. Salzburg wurde in der Folge immer einflussreicher und löste sich immer mehr vom Mutterland Bayern. Haupteinnahmequelle von Stadt und Land Salzburg bildete damals neben dem Bergbau vor allem die Gewinnung und der Handel mit Salz vom Dürrnberg. Der Reichtum der Residenzstadt sollte noch bis in die Zeit des Hochbarock wesentlich in dem „weißen Gold“ begründet sein.

## Salzburg als fürsterzbischöfliche Residenzstadt

### Spätmittelalter und frühe Neuzeit

Salzburg um 1460 von J. Wolgemut

In der Zeit der Schlacht bei Mühldorf im Jahr 1322, in der Salzburg an der Seite der Habsburger gegen Bayern gekämpft hatte, war das Erzbistum mit dem Mutterland Bayern verfeindet. 1328 wurde in Salzburg eine eigene Landesordnung durch den Erzbischof erlassen. In den folgenden Jahrzehnten wurde es so zum weitgehend selbständigen Staat innerhalb des Heiligen Römischen Reiches. Kirchlich blieb der Salzburger Erzbischof bis 1816 das Oberhaupt der altbayerischen Landeskirche. 1348–1350 wurden viele Salzburger Bürger das Opfer einer großen Pestepidemie. Dessen ungeachtet wuchs in der Folge die Stadtbevölkerung rasch. 1481 gewährte Kaiser Friedrich III. im Zuge seiner Auseinandersetzungen mit Erzbischof Bernhard von Rohr den Bürgern der Stadt Salzburg in einem Ratsbrief das Recht der freien Wahl des Stadtrats und des Bürgermeisters. 1511 beendete Erzbischof Leonhard von Keutschach die folgenden jahrelangen Auseinandersetzungen mit der Salzburger Bürgerschaft und den Ratsherrn der Stadt durch List und Gewalt: Er nahm Bürgermeister und Ratsherren gefangen, die nichtsahnend zu einem Bankett gekommen waren und erzwang ihren Verzicht auf alle städtischen Privilegien.
Während des Deutschen Bauernkriegs kam es 1525 auch zu einem Aufstand der Bauern und Bergknappen in Salzburg. Die Aufständischen zogen dabei nach Salzburg und wurden dort von den Bürgern als Verbündete in die Stadt eingelassen. Der Erzbischof Matthäus Lang von Wellenburg musste samt Gefolge auf die Festung fliehen, die darauf drei Monate lang erfolglos belagert wurde. Herzog Ludwig von Bayern vermittelte nach dem Eingreifen von Truppen des Schwäbischen Bundes einen Waffenstillstand und einen Frieden, in dem unblutig der Abzug der Aufständischen bei gleichzeitiger Amnestie vereinbart wurde. Der Salzburger Bauernaufstand des Jahres 1526 blieb auf den Pongau und Pinzgau beschränkt.

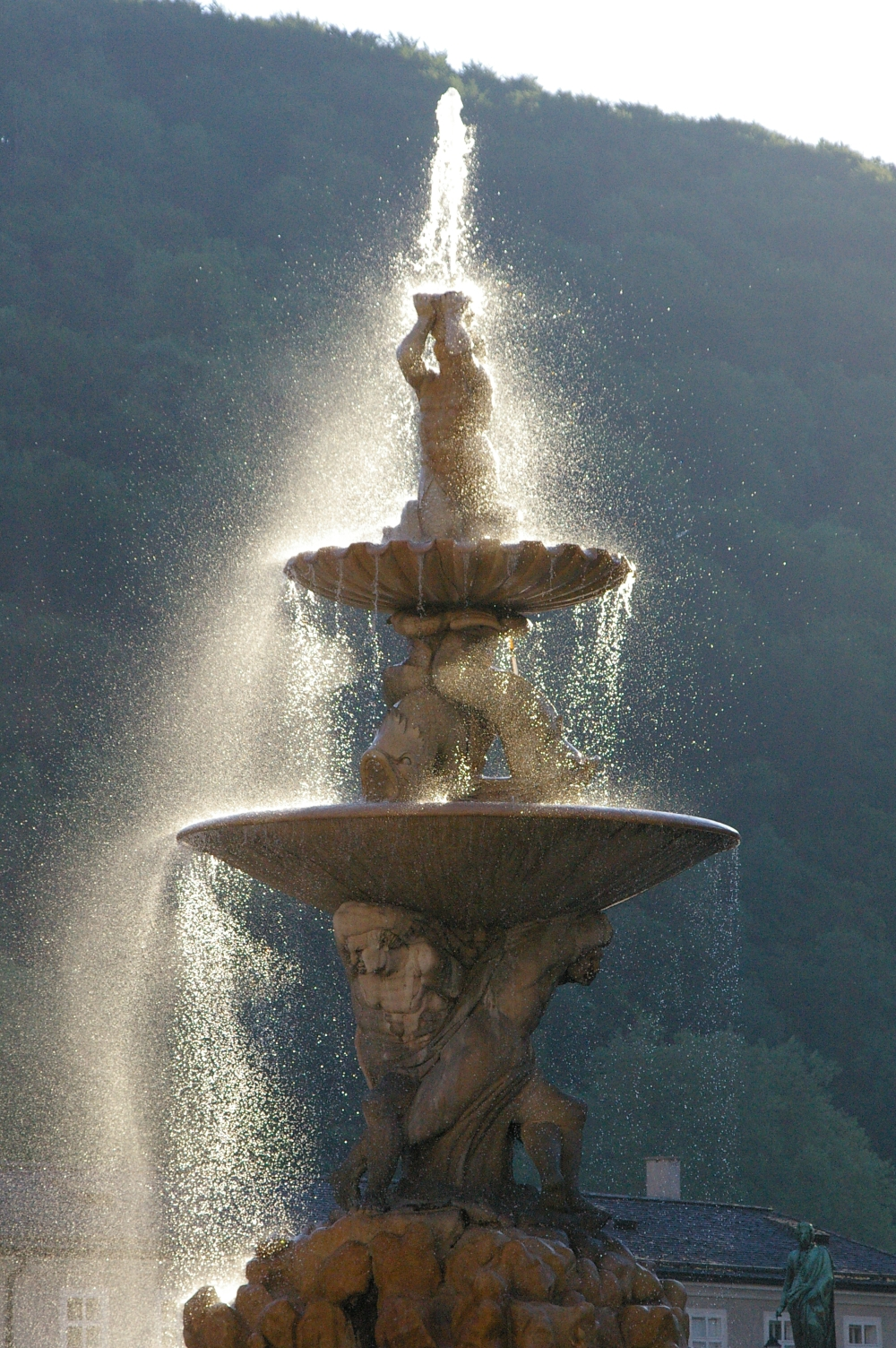
Residenzbrunnen, größter barocker Brunnen Mitteleuropas

### Salzburg im Barock

Salzburg 1644 von Ph. Harpff

Salzburg 1710 von J. Fr. Probst

Zu Beginn des 17. Jahrhunderts gestaltete Erzbischof Wolf Dietrich von Raitenau die Stadt Salzburg als „ideale“ und repräsentative Stadt neu, was der heutigen Altstadt von Salzburg ihr charakteristisches Aussehen gab. Als Baumeister für einen Neubau des Salzburger Doms, der 1598 zum achten Mal abgebrannt war, wurde zuerst Vincenzo Scamozzi berufen. Streitigkeiten mit den Bayern um Salz und Zölle veranlassten Wolf Dietrich 1611, die reichsunmittelbare Fürstpropstei Berchtesgaden zu besetzen. Bayern besetzte daraufhin Salzburg und sorgte für die Wahl von Markus Sittikus als Nachfolger Wolf Dietrichs. Nach der Absetzung Wolf Dietrichs wurde als Architekt für den Dom der Schweizer Meister Santino Solari beauftragt, der bis 1628 den heutigen kleineren Dom fertigstellen konnte. Die Domtürme wurden erst 1655 vollendet. Dem Nachfolger von Markus Sittikus, Paris von Lodron, gelang es durch eine kluge und vorsichtige Neutralitätspolitik, Salzburg aus dem Dreißigjährigen Krieg herauszuhalten.
Als Vorstufe zur Universität wurde 1617 ein Gymnasium eingerichtet, frühere Versuche waren meist am Platzmangel gescheitert. 1622 wurde aus dem Gymnasium die Universität Salzburg mit theologischer und philosophischer Fakultät. Diese Gründung war wesentlicher Teil der gegenreformatorischen Politik der Fürsterzbischöfe. Sie sollte vor allem der besseren Ausbildung der Priester dienen.

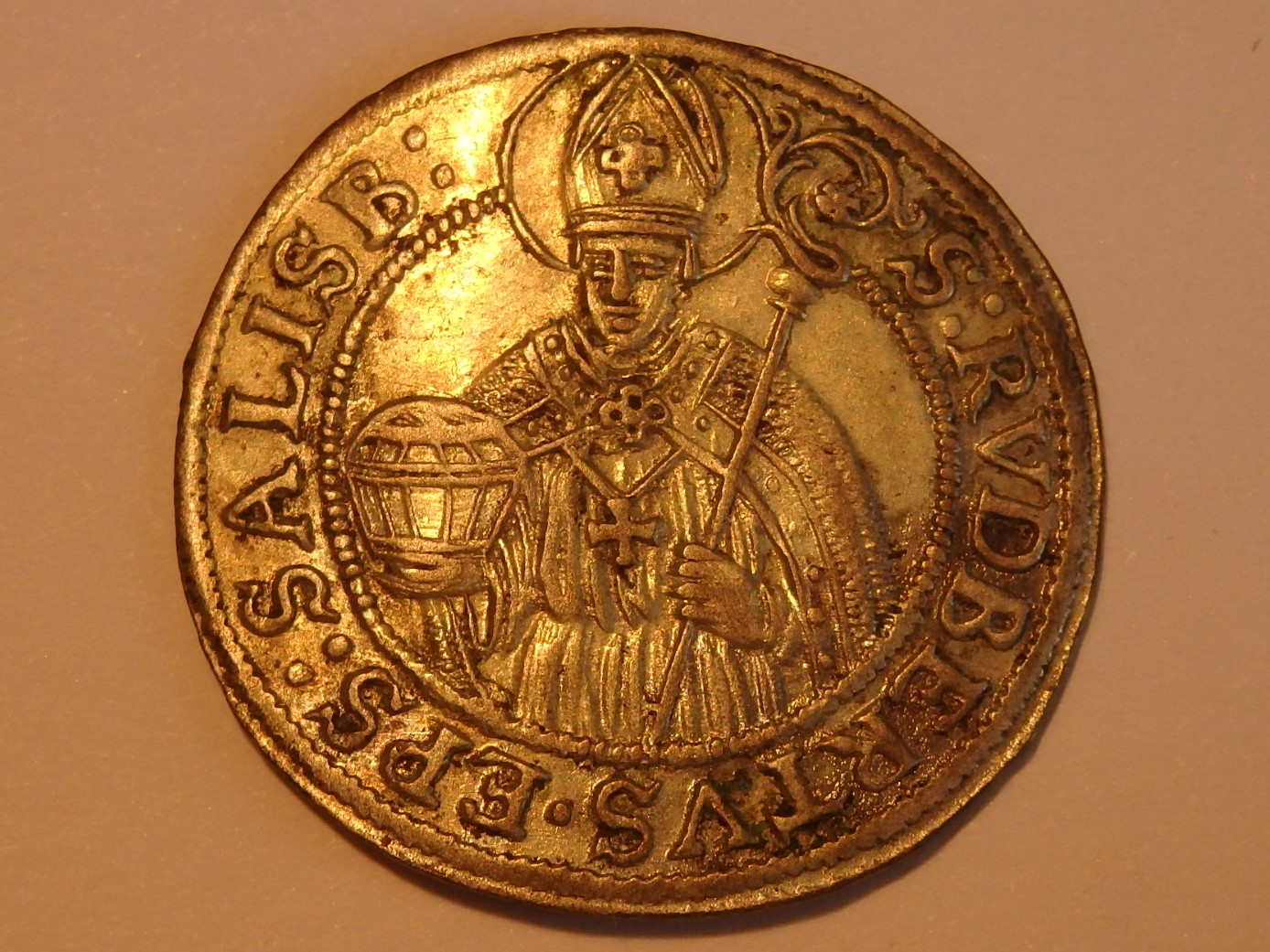
Salzburger 3 Kreuzermünze von 1681, Porträtseite

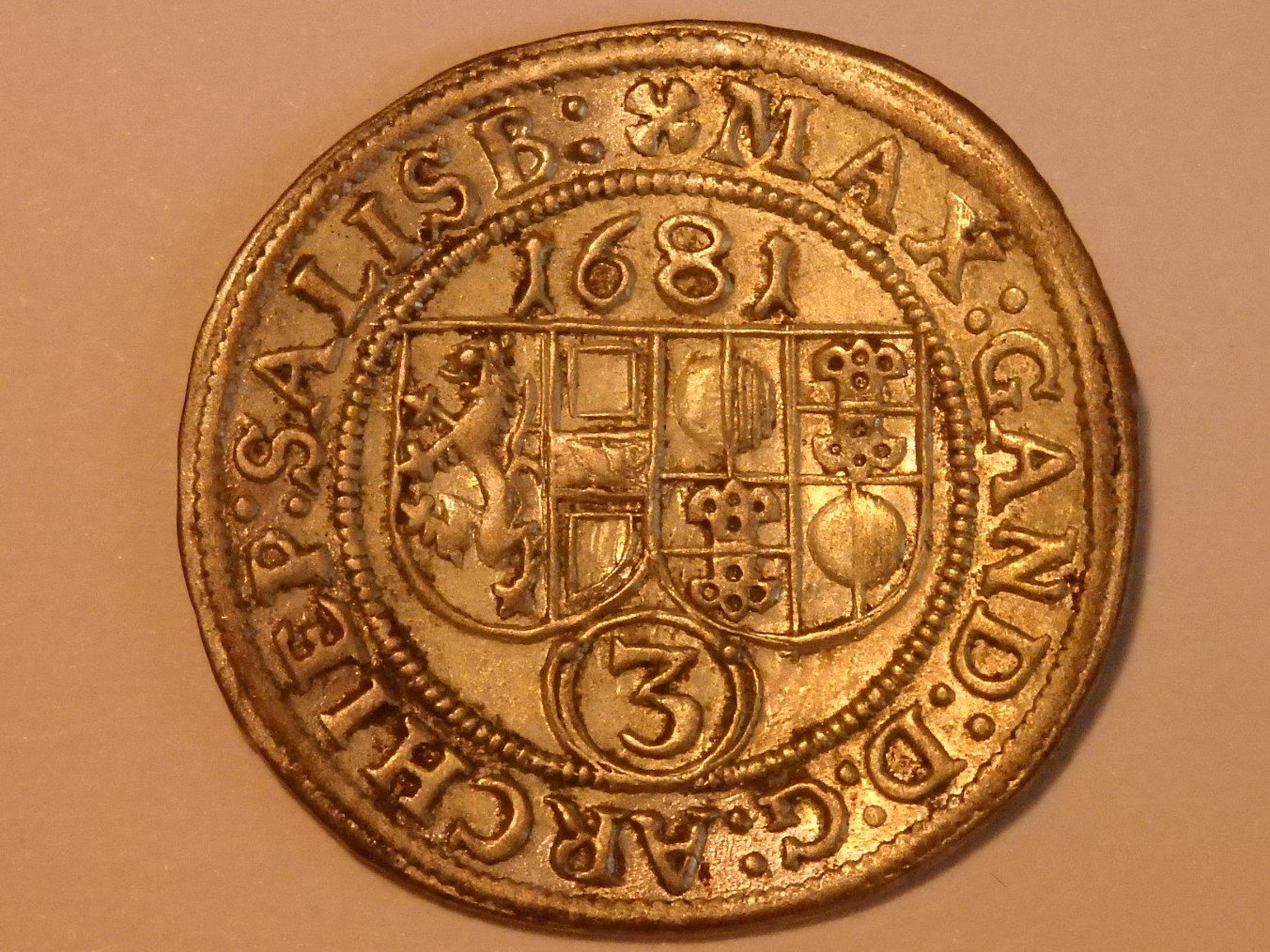
Salzburger 3 Kreuzermünze von 1681, Wertseite

Bereits wenige Jahre nach Luthers Thesenanschlag war die Mehrheit der Bürger Salzburgs dem Protestantismus gegenüber sehr aufgeschlossen gewesen. Die Unzufriedenheit der Bürger mit dem absolut regierenden Fürsterzbischof Matthäus Lang von Wellenburg kam hinzu. Die Bauernkriege von 1525 offenbarten erneut die Sympathie vieler Handwerker und Bürger für den Protestantismus. Der Prediger Paul Speratus nutzte eine Gelegenheit, um in der Salzburger Franziskanerkirche im evangelischen Geist zu predigen. In der Stadt Salzburg hatten schon vor dem Jahr 1590 fast alle protestantischen Familien das Land verlassen müssen. Kinder unter 15 Jahren, darunter auch Säuglinge, mussten dabei oft zurückgelassen werden und wurden unter katholischen Familien verlost. Erzbischof Leopold Anton von Firmian erließ schließlich 1731 gemeinsam mit seinem dogmatischen Hofkanzler Christani di Rallo das Emigrationspatent, das die Ausweisung von weiteren 20.000 Salzburger Protestanten (Salzburger Exulanten) anordnete. Diese Ausweisung traf aber fast keine Bewohner der Stadt Salzburg, da es damals in der Stadt so gut wie keine Protestanten mehr gab.
1772 bis 1803, während der Regierungszeit von Erzbischof Hieronymus Colloredo, wurde Salzburg zum Zentrum der Spätaufklärung. Das Schulwesen wurde nach österreichischem Vorbild reformiert und zahlreiche Wissenschaftler und Künstler nach Salzburg gerufen.

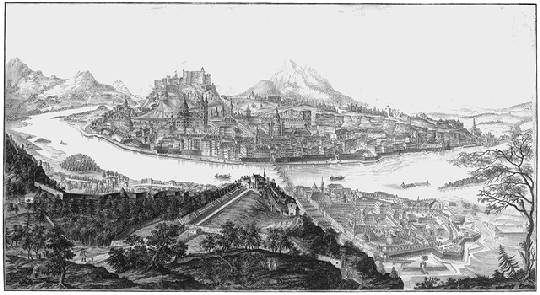
Salzburg im Jahre 1791 (Radierung von Anton Amon nach Franz Heinrich von Naumann)

### Salzburg als Reiseziel im 18. Jahrhundert
Laut dem Aufklärer und Publizisten Lorenz Hübner musste sich der Reisende auch bei gutem Wetter und trockenen Straßen wenigstens vier Monate Zeit nehmen, um die Stadt Salzburg und das Umland kennenzulernen. Die Gründe dafür waren die schlechten Wege – zumeist lediglich Sandpisten – und hölzernen Brücken. Die erste „Kunststraße“ war die Linzer Straße, 1736 errichtet, die Salzburg mit Straßwalchen verband. Sie entspricht etwa dem Verlauf der heutigen Bundesstraße 1. Erst im 19. Jahrhundert änderte sich die Situation grundlegend.

„Um 1790 erreichte man die Stadt Salzburg am Dienstag um 15.00 Uhr aus Richtung Kärnten, am Mittwoch um 16.00 Uhr von Ober- und Unterösterreich, Tirol und Italien (im 14-täglichen Wechsel), und am Donnerstag um 18.00 Uhr von München kommend.
Wollte man die Stadt verlassen, konnte man die Wagen am Donnerstag um 6.00 Uhr (nach Ober- und Unterösterreich bzw. Tirol und Italien im zweiwöchigen Turnus), am Freitag um 14.00 Uhr (Lungau, Kärnten, und weiter in Richtung Triest) oder am Sonntag um 8.00 Uhr (München, Regensburg, Nürnberg etc.) besteigen.“

Zur Vorbereitung auf eine Reise nach Salzburg gab es im ausgehenden 18. Jahrhundert eine Reihe von Büchern: von Lorenz Hübner, Carl Ehrenbert Ritter von Moll (Naturhistorische Briefe über Österreich, Salzburg, Passau und Berchtesgaden. 1785) oder von Balthasar Hacquet (Reise durch die Norischen Alpen.). Der Pädagoge Franz Michael Vierthaler und der Salzburger Domherr Graf Friedrich von Spaur verfassten topographische Werke.
Das Gasthaus stellte nach der anstrengenden Reise eine „Oase der Ruhe“ dar. Leute mit schmaler Kassa schliefen auf einem Strohlager. Ein Bett bedeutete nicht unbedingt größere Bequemlichkeit. Gefürchtet wurden schmutzige Tücher und Ungeziefer, aber auch nächtliche Überfälle. Über das Essen in den Gasthäusern zu schimpfen, war unter den Bildungsbürgern üblich und ist als Topos zu sehen, ebenso die Klagen über das fürstbischöfliche Bier. Toiletten mit Wasserspülung, den modernen „englischen Abtritt“, lernte etwa Leopold Mozart erst in Paris kennen. Als erste Adressen in Salzburg galten das „Goldene Schiff“ am Residenzplatz und die „Stadttrinkstube“ am Waagplatz.
Beliebte Ziele in der Stadt waren in der Innenstadt die gleichen wie heute. Hinzu kamen die damals noch außerhalb gelegenen Schlösser.

## Salzburg in Napoleonischer Zeit
Mit dem Reichsdeputationshauptschluss erlosch die weltliche Herrschaft der Erzbischöfe von Salzburg. 1803 ging Salzburg als säkularisiertes Kurfürstentum, vereint mit Freising und Passau, an den Großherzog Ferdinand III. von Toskana und erhielt sogar die Kurwürde; 1805 wurde es zusammen mit Berchtesgaden dem neuen Kaiserreich Österreich zugeschlagen; 1810 wurde es wieder Teil von Bayern. Nach der Ernennung des bayerischen Kronprinzen zum Generalgouverneur des Inn- und Salzachkreises residierte das Kronprinzenpaar in Innsbruck und auf Schloss Mirabell in Salzburg. Kronprinzessin Therese bevorzugte Salzburg, wo auch ihr Sohn Otto, der spätere König von Griechenland, zur Welt kam. Am Jahrestag der Völkerschlacht 1814 organisierte sie eine Armenspeisung und wurde Patronin des „Frauen-Vereins Salzburg“.
1816 fiel Salzburg durch den Vertrag von München
nach dem Wiener Kongress ohne Berchtesgaden und dem westlichen Salzburggau (Rupertiwinkel mit den Pflegegerichten Mühldorf, Waging, Tittmoning, Laufen, Staufenegg und Teisendorf) an das Kaisertum Österreich.

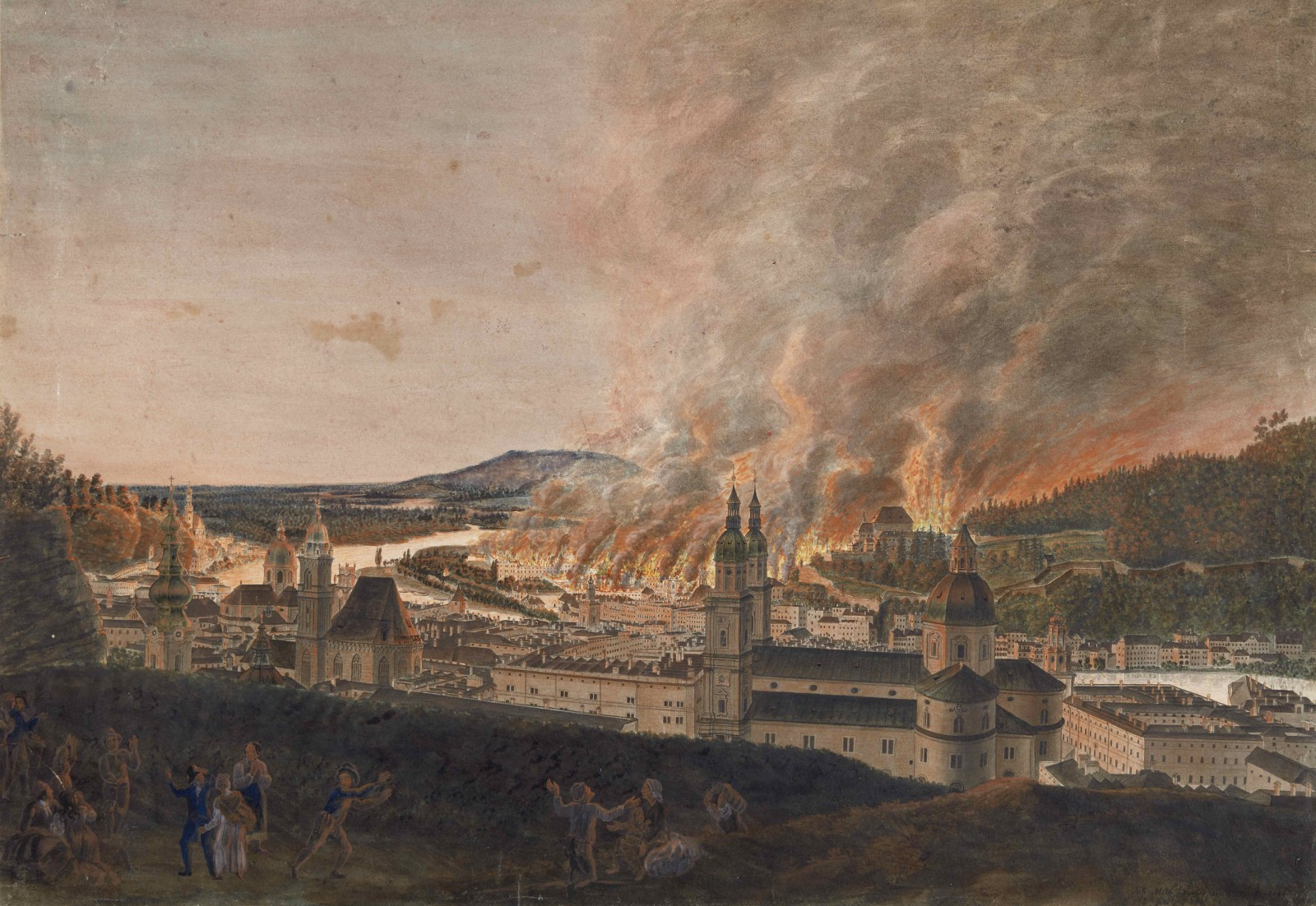
Stadtbrand im Jahr 1818

## Salzburg in der österreichischen Monarchie

### Salzburg als oberösterreichische Kreisstadt
Der größte Teil wurde nun an „Österreich ob der Enns“ (heute Oberösterreich), ein kleinerer Teil (Raum um Matrei, Zillertal) an Tirol angegliedert. Der Landesname Salzburg verschwand von der Landkarte. Die einstige Residenzstadt Salzburg wurde zur Kreisstadt.
Am 30. April 1818 brach in der Dreifaltigkeitsgasse ein Brand aus, der vier Tage lang in der Stadt wütete. Rund hundert Häuser wurden zerstört und zwölf Menschen starben.
1850 wurde Salzburg (ohne Matrei und Zillertal) wieder ein selbstständiges österreichisches Kronland und erhielt als Herzogtum Salzburg eine eigene Landesregierung. 

### Salzburg als Hauptstadt des Kronlandes Salzburg
1850 wurde Salzburg zur Hauptstadt eines eigenen Kronlandes Salzburg. 1860 wurde begonnen, die Stadtbefestigungen abzureißen v. a. um Flussbausteine für die Salzachbegradigung zu erhalten, wodurch die Flächen jenseits der Festungswerke bebaubar wurden und die Stadt sich weiter ausdehnen konnte. Im gleichen Jahr erfolgte die Fertigstellung der Bahnlinien Wien-Salzburg und Salzburg-München.
1864 musste der jüngste Bruder des Kaisers Erzherzog Ludwig Viktor von Österreich in Salzburg Residenz nehmen, wo er bis an sein Lebensende 1919 blieb. Nach seinem Umzug nach Salzburg widmete er sich weiter neuen Bauten (beispielsweise der Errichtung des Kavalierhauses Kleßheim auf Schloss Kleßheim im Jahr 1879), wohltätigen Spenden und der Kunstförderung (er war Mäzen des Salzburger Kunstvereins). 1886 wurde das erste Teilstück der Salzburger Straßenbahn errichtet und in Betrieb genommen.

## Salzburg nach 1919
1919 fanden erstmals Wahlen nach allgemeinem Wahlrecht statt. Salzburg wurde Teil der Republik Deutschösterreich. In der Landeshauptstadt stimmten 1919 13,95 % der Wahlberechtigten für die Deutsche Nationalsozialistische Arbeiterpartei (DNSAP); Hitler besuchte die Stadt öfters, etwa bei einer Tagung seiner Partei in Salzburg im Jahr 1920 oder am 14. August 1923, als er in der Felsenreitschule vor hunderten Sympathisanten aus dem Kreis österreichischer Nationalsozialisten sprach.

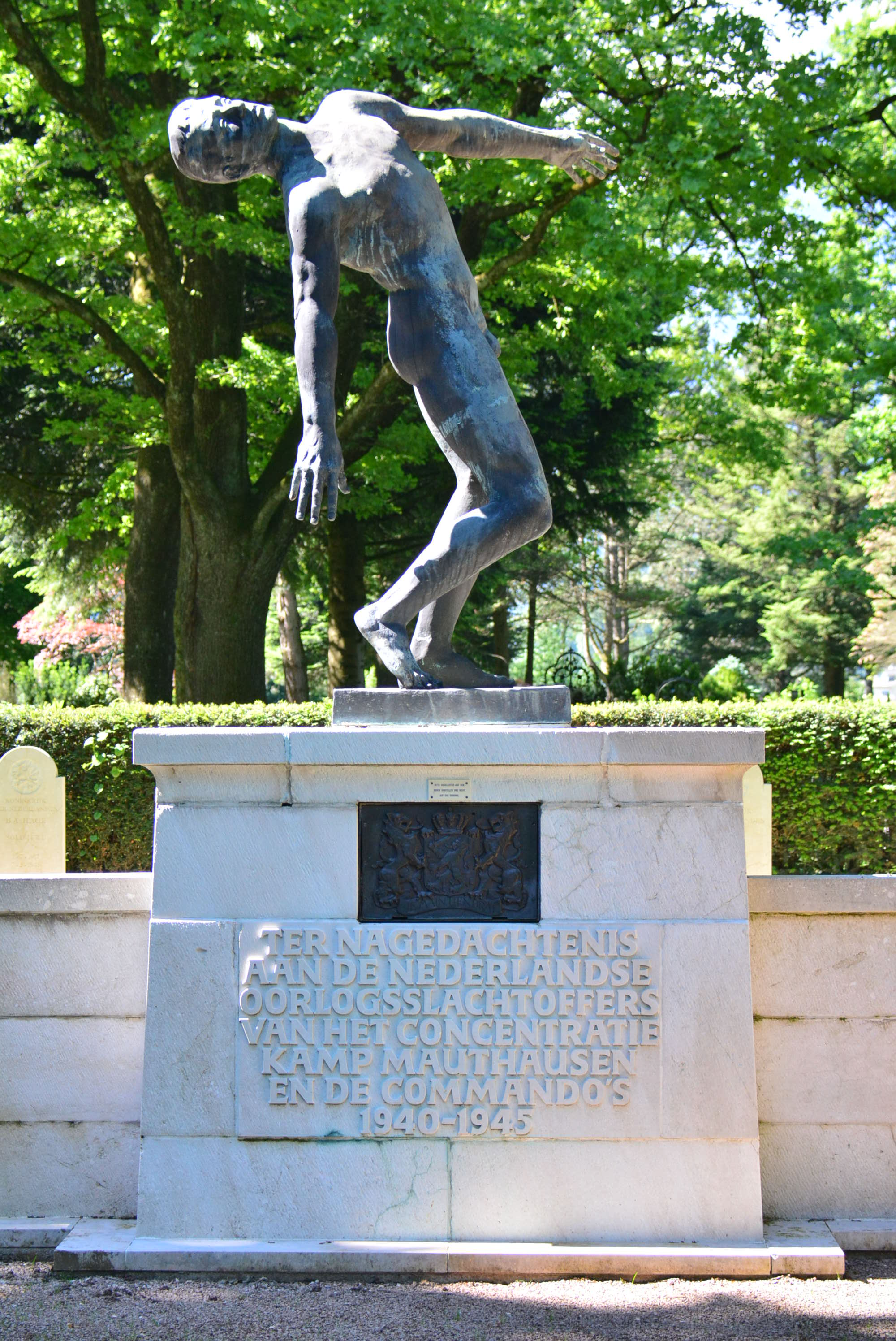
Statue auf dem Kommunalfriedhof von Salzburg zum Gedenken an niederländische Opfer des KZ Mauthausen

In der nichtamtlichen Volksabstimmung vom 29. Mai 1921 stimmten in der Stadt Salzburg 98,91 %, im Land Salzburg 99,07 % der Abstimmenden für den Anschluss Salzburgs an das Deutsche Reich. Dies wurde aber von den Siegerstaaten verhindert. Der schon vorher bedeutende Fremdenverkehr erhielt nach dem Ende des Ersten Weltkrieges mit den Salzburger Festspielen weiteren Auftrieb. Die Wirtschaftsförderprogramme des Landes Salzburg unter Landeshauptmann Franz Rehrl (1922 bis 1938) halfen der von Krisen betroffenen Wirtschaft. Der Fremdenverkehr wurde aber nach 1934 von der Blockadepolitik des Deutschen Reichs (Tausendmarksperre) schwer getroffen.
Zwischen 1935 und 1939 wurden verschiedene Nachbarorte eingemeindet. Nach dem „Anschluss“ an das Deutsche Reich im März 1938 kam es während der Zeit des NS-Regimes zu Verhaftungen und Deportationen politischer Gegner sowie von Juden und Mitgliedern anderer Minderheiten. Kriegsgefangene erhielten das Wirtschaftsleben aufrecht. Bei Luftangriffen der US Army Air Forces in den Jahren 1944/45 beschädigten Fliegerbomben große Teile der Stadt. Um weiteres Blutvergießen und um Bombardements zu vermeiden, übergab Oberst Hans Lepperdinger entgegen den Befehlen die Stadt am 4. Mai 1945 kampflos an Truppen der US-Armee. Nach Kriegsende wurde Salzburg Sitz des US-Oberkommandos im besetzten Österreich.

### Eingemeindungen nach 1930
Am 7. Juni 1935 beschloss der Salzburger Landtag das Gesetz „über die Erweiterung des Gebietes der Landeshauptstadt Salzburg“, mit dessen Inkrafttreten am 1. Juli 1935 die Gemeinden Maxglan und Gnigl (einschließlich der Gnigler Katastralgemeinde Itzling) fast zur Gänze sowie Teile von Aigen, Morzg, Siezenheim und Leopoldskron, sowie sehr kleinräumig auch Teile von Hallwang und Bergheim in das Gebiet der Stadt Salzburg einbezogen wurden. „Bedienstete, Liegenschaften, aber auch die Schulden der Gemeinden Maxglan und Gnigl/Itzling wurden von der Stadtgemeinde übernommen. Für die beiden armen Arbeitergemeinden bedeutete dies die Rettung vor dem finanziellen Zusammenbruch.“ Durch diese Eingliederungswelle erhöhte sich die Einwohnerzahl von damals 40.232 auf 63.275 Stadtbürger. Die Fläche der Stadt vergrößerte sich von 8,79 km² auf 24,9 km².
Die zweite Phase der Eingemeindung wurde am zum 1. Jänner 1939 vollzogen und bezog die bis dahin eigenständigen Gemeinden Leopoldskron und Morzg zur Gänze ins Stadtgebiet ein. Der weitaus größte Teil der Gemeinde Aigen bei Salzburg wurde ebenso Teil der Stadt wie weitere Teile von Hallwang und Bergheim. Von der Gemeinde Anif wurde der Raum Hellbrunn und von der damaligen Gemeinde Siezenheim der Großteil der Katastralgemeinde Liefering sowie der Raum um die Kendlersiedlung an die Stadt abgetreten. Die Bevölkerung der Stadt stieg damit auf 77.170 Einwohner an. 1950 tauschte Bergheim sein Schlachthofareal gegen den viel größeren Plainberg. Die Stadtfläche verringerte sich damit auf eine Größe von 65,67 Quadratkilometer.
Beide Eingemeindungen fanden zwar in Zeiten autoritärer Regime statt, waren aber trotzdem begründet, so dass nach 1945 kein Einspruch dagegen erhoben wurde. Allerdings wurde die Eingemeindung des Schlossparkes Hellbrunns, der seit 1920 eigentumsrechtlich zur Stadt Salzburg gehört, von der Gemeinde Anif nach 1990 beeinsprucht. Der Rückforderung wurde aber nicht entsprochen, weil dies hoheitlich zu einer Zerschneidung des geschlossenen Landschaftsraumes um Hellbrunn und der Hellbrunner Allee geführt hätte.

### Salzburg im Nationalsozialismus

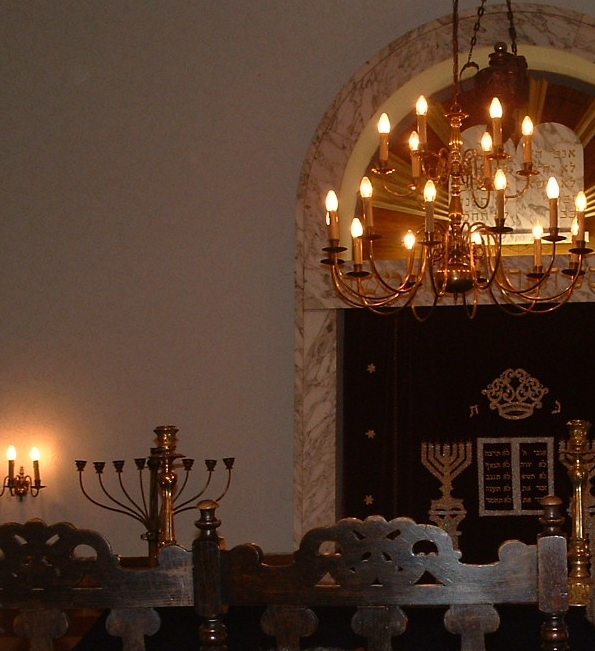
Salzburger Synagoge

In der NS-Diktatur wurden nach dem „Anschluss“ politische Gegner sowie Juden und Angehörige anderer Minderheiten am 30. April 1938 verhaftet und deportiert. Am selben Tag kam es auf dem Residenzplatz zur einzigen breiter wahrgenommenen nationalsozialistischen Bücherverbrennung auf dem Staatsgebiet des heutigen Österreichs. Am 9. November wurde in der sogenannten Reichskristallnacht die Salzburger Synagoge entweiht und erheblich beschädigt.
Die Stadt Salzburg hat eine umfangreiche Zeitungsdokumentation der Jahre 1938 bis 1945 online gestellt.
1942 wurden in Salzburg und in St. Johann im Pongau Kriegsgefangenenlager der Wehrmacht errichtet. 1943/44 ließ Gauleiter Gustav Adolf Scheel Luftschutzbunker in den Stadtbergen bauen.
1944/45 flogen Flugzeugverbände der USAAF 15 Bombenangriffe auf Salzburg. Sie zerstörten oder beschädigten 46 Prozent der Bausubstanz (7600 Wohnungen), machten 14.563 Menschen obdachlos und töteten mehr als 550 Menschen. Getroffen wurde vor allem das Bahnhofsgebiet, aber auch die Innenstadt mit der Domkuppel und Mozarts Wohnhaus. Auch Grödig, Hallein, Bischofshofen und Schwarzach wurden bombardiert.
Gauleiter Gustav Adolf Scheel und Oberst Hans Lepperdinger erhielten in den letzten Kriegstagen den Befehl zur Verteidigung der Stadt bis zum bitteren Ende. Lepperdinger und Scheel widersetzten sich diesem Befehl, um Salzburg vor weiterer Zerstörung zu retten. Lepperdinger übergab die Stadt am 4. Mai 1945 kampflos an US-Truppen.
Ein US-Bericht lautete wie folgt: Hardly were the first troops across the Austrian frontier when the news broke that on 29 April the German command in Italy had surrendered. The capitulation was effective at noon on 2 May and included the Austrian provinces of Vorarlberg, Tirol, Salzburg, and part of Carinthia (Kaernten), the areas into which troops of the 6th Army Group were moving.
Das Land Salzburg und ein Großteil Oberösterreichs wurden US-Besatzungszone (siehe auch Besetztes Nachkriegsösterreich#Amerikanische Zone).

### Nach dem Zweiten Weltkrieg
Die Amerikaner setzten nach dem Einmarsch Richard Hildmann als Bürgermeister und Adolf Schemel als Landeshauptmann ein. Es kam zur Gründung der politischen Parteien SPÖ, ÖVP und KPÖ. Flüchtlingswellen heimatloser Menschen (Displaced Persons – DPs) erreichten die Stadt Salzburg und das Umland. Im Juli 1945 waren über 31.000 Flüchtlinge (vorwiegend Volksdeutsche) in der Stadt Salzburg ohne Unterkunft. 35.000 Flüchtlinge und „Reichsdeutsche“ lebten damals in Privatunterkünften, von denen 25.000 bald die Stadt verließen. Zur Unterbringung der Flüchtlinge wurden 3 ständige Lager und 5 Durchgangslager (DP-Lager) eingerichtet, das bekannteste war das Lager Parsch. Nur schleppend konnten die Flüchtlinge später in Wohnbauten übersiedeln.
Ehemalige Nationalsozialisten wurden im sogenannten Lager Glasenbach, in der Alpensiedlung gelegen, interniert. Am 11. August 1945 fand die erste Nachkriegsvorstellung der Salzburger Festspiele statt.

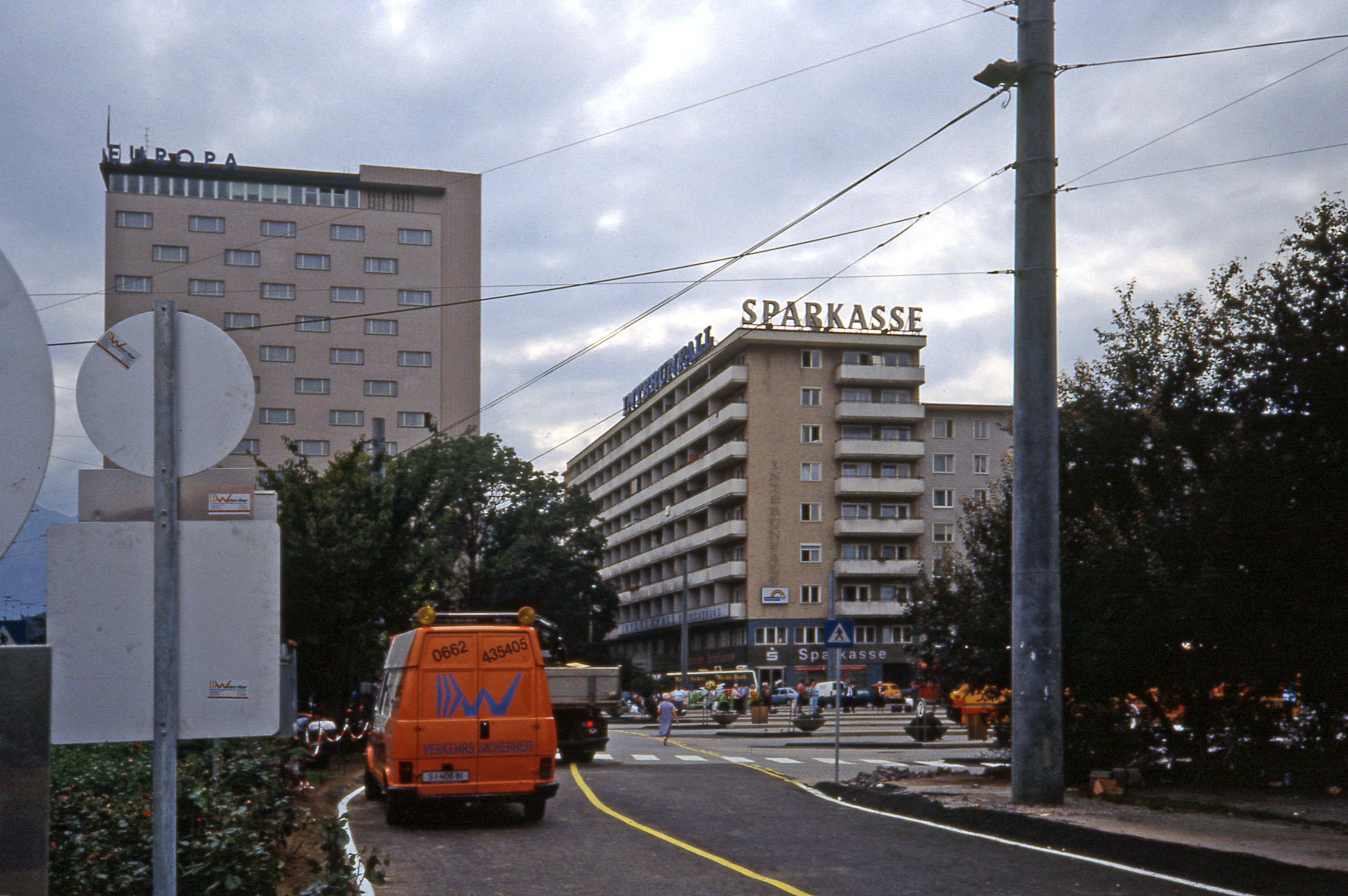
Salzburg, Hotel Europa (Sommer 1992)

Am 26. September war Salzburg Schauplatz einer Länderkonferenz. Als erstes Land sprach sich Salzburg für die Wiederherstellung der Republik Österreich und für die Anerkennung der Staatsregierung Renner in Wien aus. Salzburg sowie Teile Oberösterreichs und der Steiermark bildeten die amerikanische Besatzungszone in Österreich. Salzburg war Sitz des US-Oberkommandos. In den ersten Wochen beschlagnahmte die Besatzungsmacht zahlreiche Gebäude und übte die totale Kontrolle aus, ging aber bald zur Kooperation mit den Landes- und Stadtbehörden über. Abgesehen von einzelnen Übergriffen arrangierte sich die Bevölkerung mit der Besatzungsmacht. Große Hilfeleistungen wirtschaftlicher Art (Marshallplan) und die Privatausgaben der Besatzungsangehörigen bewirkten rasche wirtschaftliche Erholung und brachten Salzburg den Beinamen „Goldener Westen“.
Nach neunjähriger Bauzeit wurde am 1. Juli 1949 die neue Staatsbrücke dem Verkehr übergeben. Am 31. Oktober 1953 wurde auf Wunsch der Besatzungsmacht das letzte Teilstück der Straßenbahn eingestellt und durch den, nach Meinung der Amerikaner, zeitgemäßeren Oberleitungsbus ersetzt. Am 15. Juli 1957 wurde mit dem 16-stöckigen Hotel Europa das bis heute höchste Haus Salzburgs eröffnet. Bis heute reichen die Meinungen der architekturkritischen Salzburger über dieses Gebäude von einem „Schandfleck der Fünfziger“ bis zu einem „schützenswertem Zeitdokument“. Am 1. Mai 1959 fand der erste Gottesdienst im wiederhergestellten Dom statt.
Am 5. Juli 1962, nach einer mehr als hundertfünfzigjährigen Unterbrechung, konnte die Universität Salzburg mit einer Katholisch-Theologischen und einer Philosophischen Fakultät wieder errichtet werden. Aus der Philosophischen Fakultät entwickelte sich die Geisteswissenschaftliche Fakultät, später Kultur- und Gesellschaftswissenschaftliche Fakultät genannt. Bald entstand auch die Juridische Fakultät. 1963 wurde das umgebaute Kleine Festspielhaus wieder eröffnet, das dann 2007 als „Haus für Mozart“ neu gestaltet wurde. Ein Großteil der historischen Altstadt auf beiden Seiten der Salzach ist seit dem 9. Juli 1973 Fußgängerzone, wobei allerdings viele Ausnahmegenehmigungen bestehen. Am 3. Oktober 1986 wurde in Freisaal das Gebäude der Naturwissenschaftlichen Fakultät eröffnet. Das neue Kongresshaus wurde am 23. Juni 2001 eröffnet. Im Oktober 2003 nahm die Paracelsus Medizinische Privatuniversität als erste „Private Medizinische Universität“ Österreichs ihren Betrieb auf.

## Die Entwicklung der Stadt Salzburg als Zeitreihe von je 30 Jahren
(Detailscharfe historische Pläne der Stadt im Magistrat Salzburg, Amt für Stadtplanung und Verkehr einsehbar)
- Die Stadt Ende 1800
- Die Stadt Ende 1830
- Die Stadt Ende 1860
- Die Stadt Ende 1890
- Die Stadt Ende 1920
- Die Stadt Ende 1950
- Die Stadt Ende 1980
- Die Stadt Ende 2010